# 일본 특허청

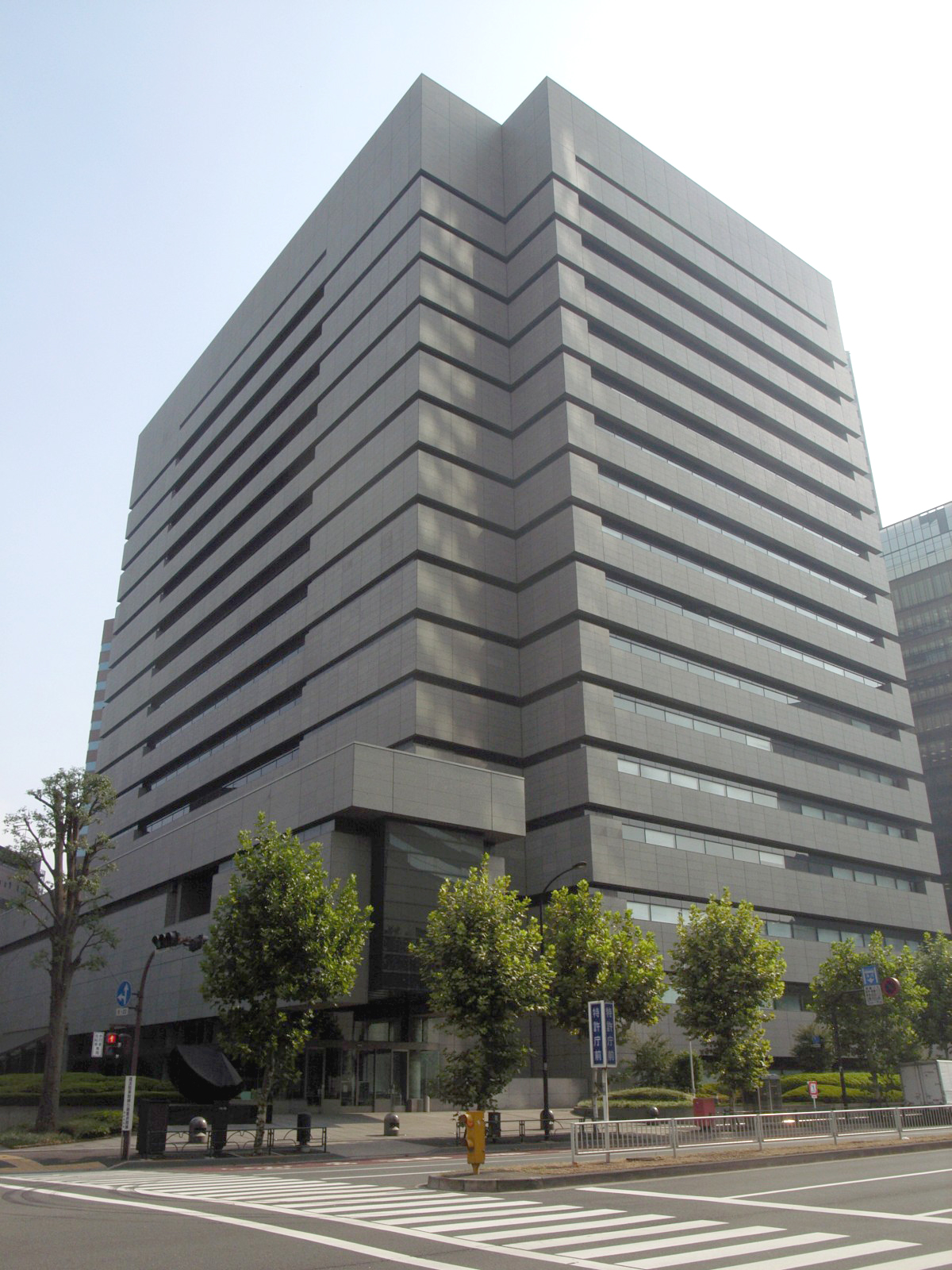
특허청 종합 청사

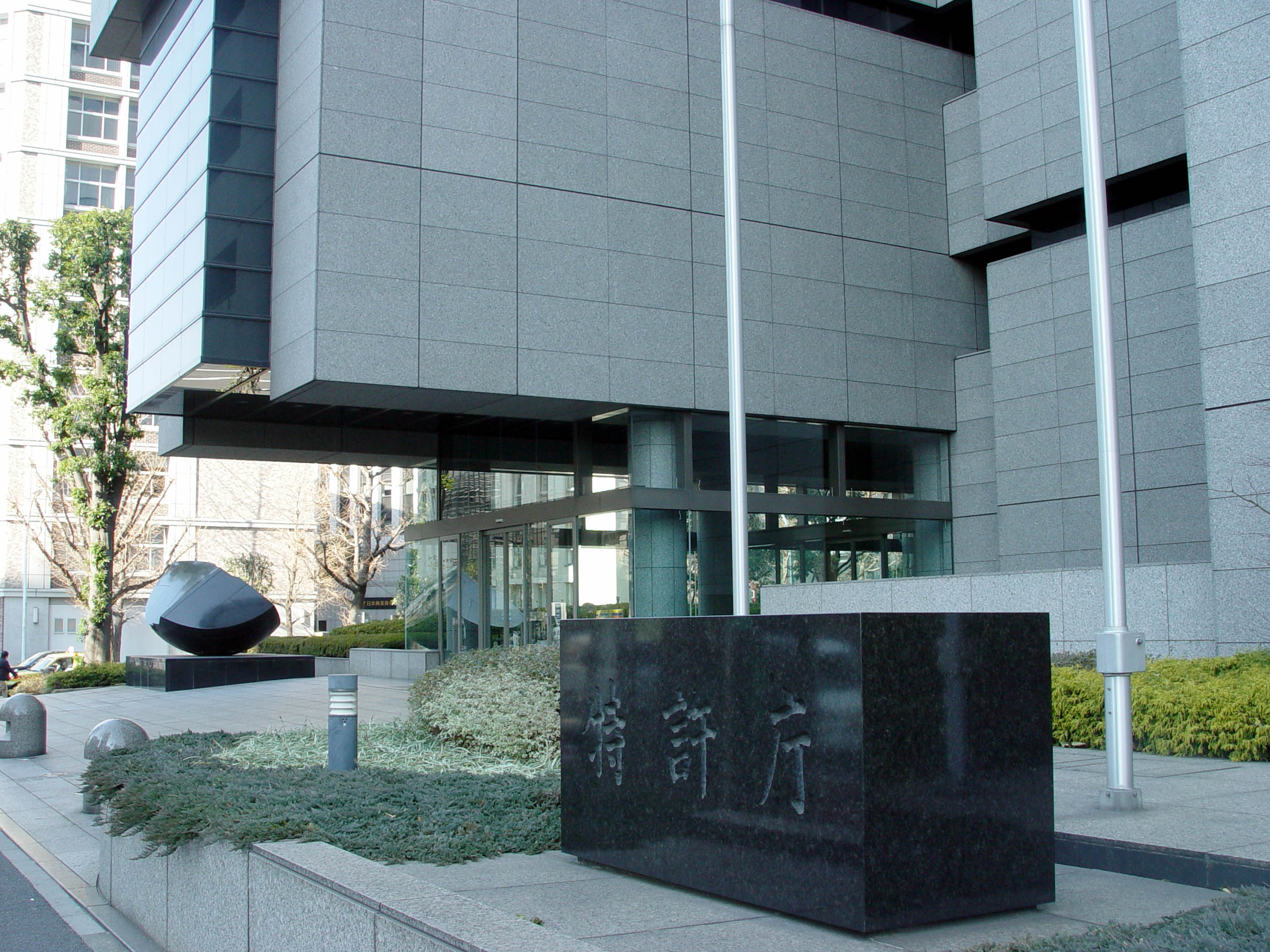
특허청 종합 청사

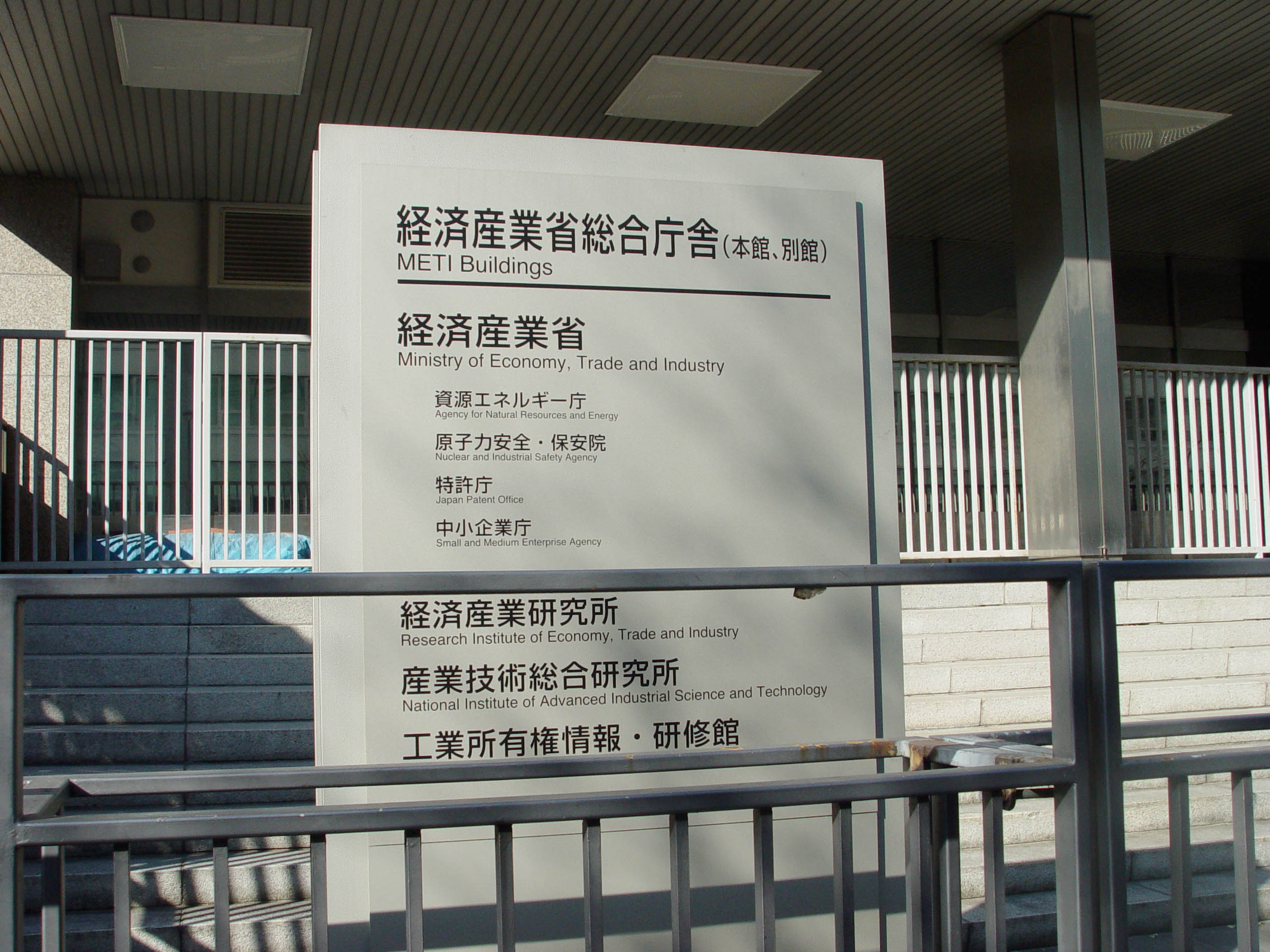
특허청의 일부가 소재하고 있는 경제산업성 종합 청사 별관

특허청(일본어: 特許庁, Japan Patent Office)은 일본의 행정기관의 하나로, 일본 경제산업성의 외국이다. 산업재산권(지적재산권) 제도의 기획 입안과 심의 및 심판 등을 담당하고 있다.

## 연혁
- 1884년 6월 9일: 상표조례의 공포와 함께 농상무성 공무국에 상표등록소를 설치.
- 1885년 3월 21일: 전매특허조례 공포와 함께 농상무성 공무국에 전매특허소를 설치하고, 상표등록소장이 전매특허소장을 겸임.
- 1886년 3월 1일: 상표등록소와 전매특허소를 통합하여 내국의 전매특허국이 됨.
- 1887년 12월 25일: 외국이 되어 특허국으로 명칭을 변경.
- 1925년 4월 1일: 농상무성의 분할과 함께 상공성의 외국이 됨.
- 1942년 4월 1일: 내각 소관의 기술원으로 이관됨.
- 1945년 9월 5일: 다시 상공성의 외국이 되어, 표준 관련 업무를 함께 관장하는 특허표준국이 됨
- 1948년 8월 1일: 특허국으로 전환(표준 관련 업무는 상공성의 외국으로 신설된 공업기술청으로 이관).
- 1949년 5월 25일: 일본 통상산업성의 설치와 함께 그 외국이 되어, 특허청으로 명칭을 변경.
- 2001년 1월 6일: 2001년의 중앙 성청 개편과 함께 경제산업성의 외국이 됨.

## 같이 보기
- 특허
- 실용신안
- 상표
- 의장
- 대한민국 특허청